# Eremo di San Marco
L'eremo di San Marco è un romitorio che si trova nel comune di Ascoli Piceno, a sud della città. L'edificio religioso, dedicato a san Marco evangelista, di proprietà comunale, ereditato dalla famiglia Sgariglia, è abbarbicato alla parete rocciosa del Colle San Marco, nei pressi della frazione di Piagge. La costruzione rappresenta un'importante memoria di arte e spiritualità per la città di Ascoli. Visibile da piazza del Popolo, vigila da molti secoli sulla Valle del Tronto, scorgendo l'ampio panorama che giunge fino al mare Adriatico.

## Storia
Le prime documentazioni dell'eremo risalgono agli inizi del XIII secolo, quando vi si stabilì una comunità di monaci dell'Ordine cistercense.
Questi religiosi, seguendo la loro regola e mossi da un ardente desiderio di solitudine, sceglievano i luoghi dove fissare dimora in ambienti difficilmente accessibili, lontani dai centri urbani, tra i boschi delle aspre alture, abitando in grotte naturali o in modesti fabbricati austeri ed essenziali. Le intere zone del Colle San Marco, della Montagna dei Fiori, del Colle Palombaro e della montagna dell'Ascensione, per la loro peculiare conformazione territoriale, che presenta dirupi e cavità naturali circondati da folta e compatta vegetazione, erano popolate da penitenti ed asceti già dal VI secolo. In quel tempo visse sul Colle San Marco l'anacoreta Agostino, il primo di cui si hanno notizie certe, venerato dalla chiesa ascolana come santo e come patrono dagli eremiti che condussero la loro esistenza tra questi luoghi.
Lo storico Sebastiano Andreantonelli, descrivendo questa istituzione eremitica, la qualifica come l'ottavo monastero ascolano appartenente ai cistercensi, con annessa la chiesa di San Marco della Vena, retto da priori, soppresso nell'anno 1387 dal vescovo Archeoni. L'autore ne ricorda la sua collocazione al di fuori delle mura cittadine, a circa 1.500 passi di distanza.
Si trova menzione del cenobio in un lascito testamentario datato 1253. Al tempo era già pertinenza dei monaci cistercensi e abitato da una comunità di appartenenti alla congregazione benedettina di Bernardo di Chiaravalle. Il monastero si trovava sotto la protezione della chiesa ascolana e, nell'aprile dell'anno 1287, il vescovo Bongiovanni affidò ai religiosi nuove costituzioni da osservare.
Papa Niccolò IV, il 3 settembre 1289, emanò una bolla pontificia con cui disponeva la concessione dell'indulgenza plenaria a chi si fosse recato penitente in visita all'eremo nel giorno della ricorrenza di san Marco.
Nel tempo, il cenobio aveva accumulato anche un consistente patrimonio fondiario con possedimenti a Marino del Tronto e ad Acquasanta Terme, inoltre disponeva di un altro piccolo edificio, oggi scomparso, innalzato nella zona sottostante, che si componeva degli ambienti di una cappella, un dormitorio, una cucina e un refettorio.
I monaci avevano anche una macina in travertino, utile per la lavorazione dei cereali raccolti nelle terre di proprietà, ma di questa non rimane traccia perché è stata trafugata. Il monastero godeva di una certa agiatezza economica che si concretizzava anche negli arredi della chiesa, in croci e calici in argento, paramenti di pregio e volumi sacri.
Il priore Nunzio da Fabriano mosso, probabilmente, dall'intento di nascondere la prosperità del cenobio alla chiesa ascolana, respinse nel 1385 la visita pastorale del vescovo ascolano Pietro III Torricella che non esitò ad emanare l'interdetto contro la comunità eremitica. Il vescovo Antonio Archeoni, succeduto al Torricella, nell'anno 1387 soppresse il monastero e concesse alla famiglia Sgariglia il diritto di patronato sul cenobio e sulle sue pertinenze. Le possibili ragioni di quest'assegnazione sono riferite dallo storico Cesare Mariotti che, nel descrivere la mancanza di prove assolute e documentate, non presenti presso alcun archivio ascolano, ritiene opportuno attingere direttamente dal manoscritto di Luigi Pastori che tratta dei diritti e delle pertinenze della famiglia. Quest'ultimo ha delineato esempi di congetture per spiegare la decisione dell'Archeoni, argomentando sulle possibili ipotesi che condussero il vescovo Archeoni ad affidare agli Sgariglia questa proprietà ed il conferimento del titolo di Priori. Pastori avvalora e sostiene l'ipotesi che in tempi antecedenti alla costruzione del romitorio, la famiglia Sgariglia, aderente alla fazione guelfa cittadina, proprietaria di varie realtà feudali nelle vicinanze di Ascoli ed incline all'erezione di chiese e luoghi pii, fosse stata proprietaria della porzione di fondo che, probabilmente, destinò e concesse ai monaci per edificare il cenobio. A seguito della soppressione del monastero, il vescovo ascolano avrebbe restituito lo stesso fondo, goduto dai monaci per il loro mantenimento, ai benefattori, ossia ai conti Sgariglia. La riconsegna ai vecchi proprietari era, però, soggetta alla regola imposta dal Concilio di Calcedonia che stabiliva l'impossibilità della secolarizzazione dei luoghi destinati ai monasteri, quindi gli Sgariglia beneficiarono solo dell'«erezione di un ecclesiastico beneficio e del diritto di patronato». 
Gli stessi conti ascolani trasformarono, nel 1410, il cenobio in una piccola chiesa, elevarono la torre campanaria, dove trovò la sua collocazione una campana che aveva in giro, fuse a rilievo, le lettere dell'Ave Maria. Aggiunsero, inoltre, la costruzione della scala di accesso e dell'altare nel locale adibito al culto, dove vollero mantenere la dedicazione a san Marco. Durante il patronato della famiglia Sgariglia la chiesa di San Marco esercitò anche la cura animarum (cura delle anime), ufficio che non ebbe lunga vita per la difficoltosa accessibilità del luogo. 
La famiglia ascolana dei Tibaldeschi, imparentata con quella degli Sgariglia, vi fece erigere tombe per la sepoltura dei propri defunti.
Il luogo rappresentò rifugio per alcuni nobili guelfi fuggiti da Ascoli per timore della guerra civile portata da Federico II: tra questi vi furono membri delle casate Sgariglia e Tibaldeschi, entrambe a capo del partito guelfo. Nel 1474 fu costruita per gli abitanti della frazione di Piagge la chiesa parrocchiale di San Bartolomeo. Da questo momento ebbe inizio la lenta e inesorabile decadenza dell'eremo di San Marco.
Sul finire del XIX secolo, approfittando dello stato di abbandono dell'edificio religioso, furono compiuti atti di vandalismo: fu spogliato l'altare dei miseri arredi di cui era ornato, furono profanate le tombe e deturpati arredi e affreschi.
Il sindaco di Ascoli, Garzia Civico, nell'anno 1908 sottopose il fabbricato a opere di conservazione e restauro.

### Restauro del 2016
Nel 2016, dopo alcuni anni di lavoro, l'antico manufatto fu interamente restaurato e consolidato, con interventi di ancoraggio alla roccia e di ristrutturazione della scala d'accesso, del tetto e dell'altare e degli affreschi rimasti nel suo interno. Attualmente viene curato dall'associazione Templari Cattolici d'Italia.

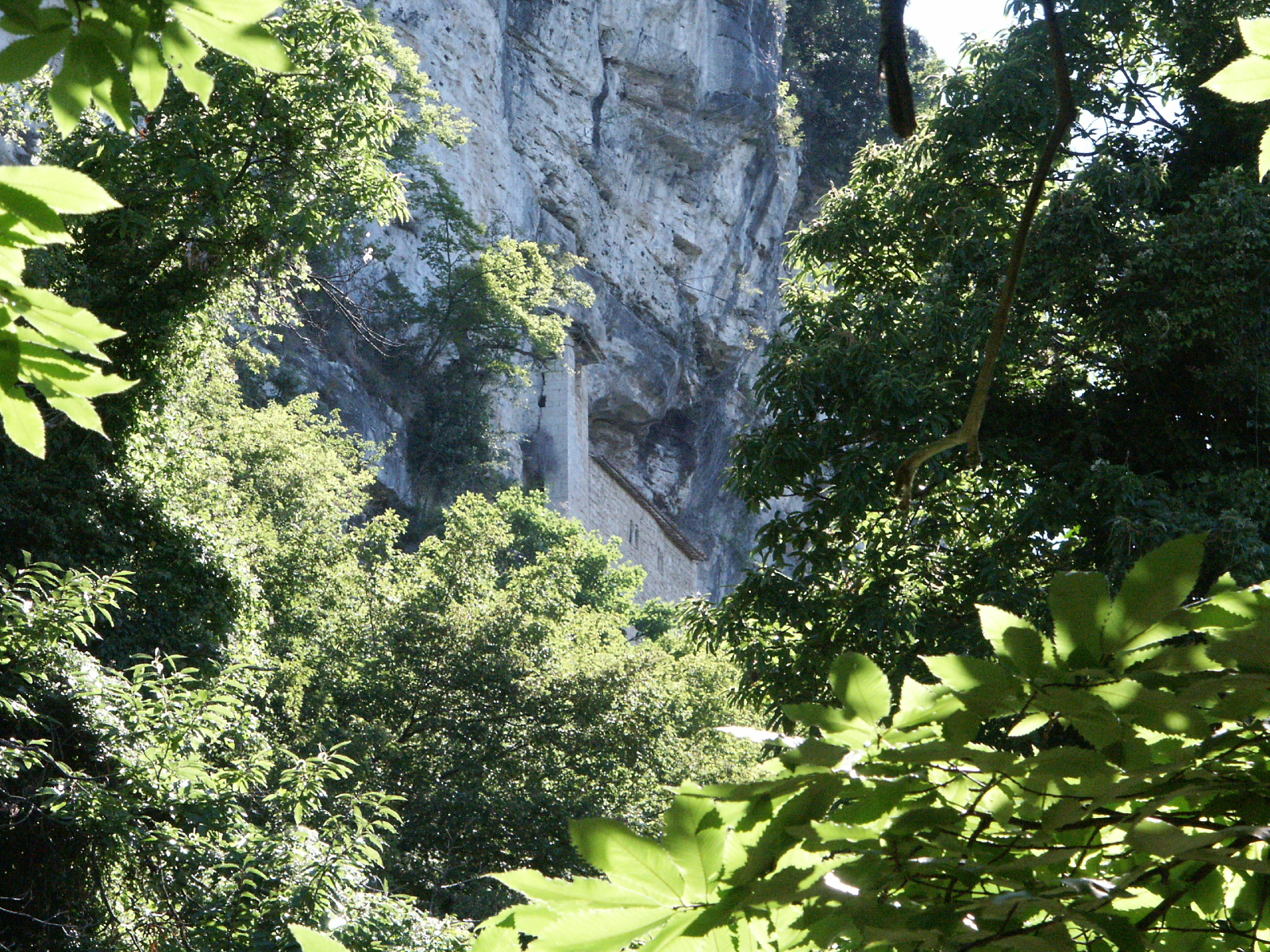
Prospettiva dell'eremo
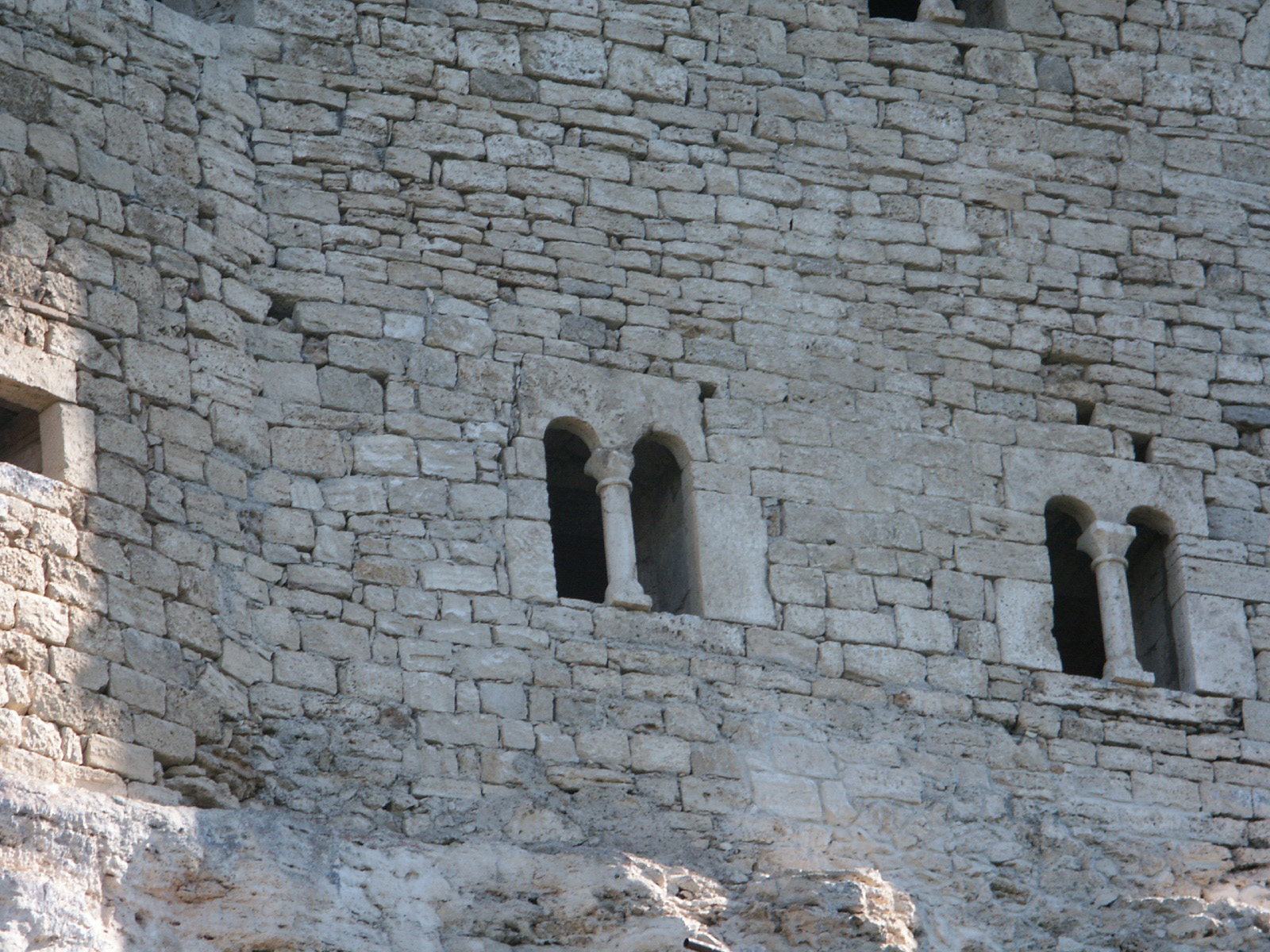
Bifore del primo piano
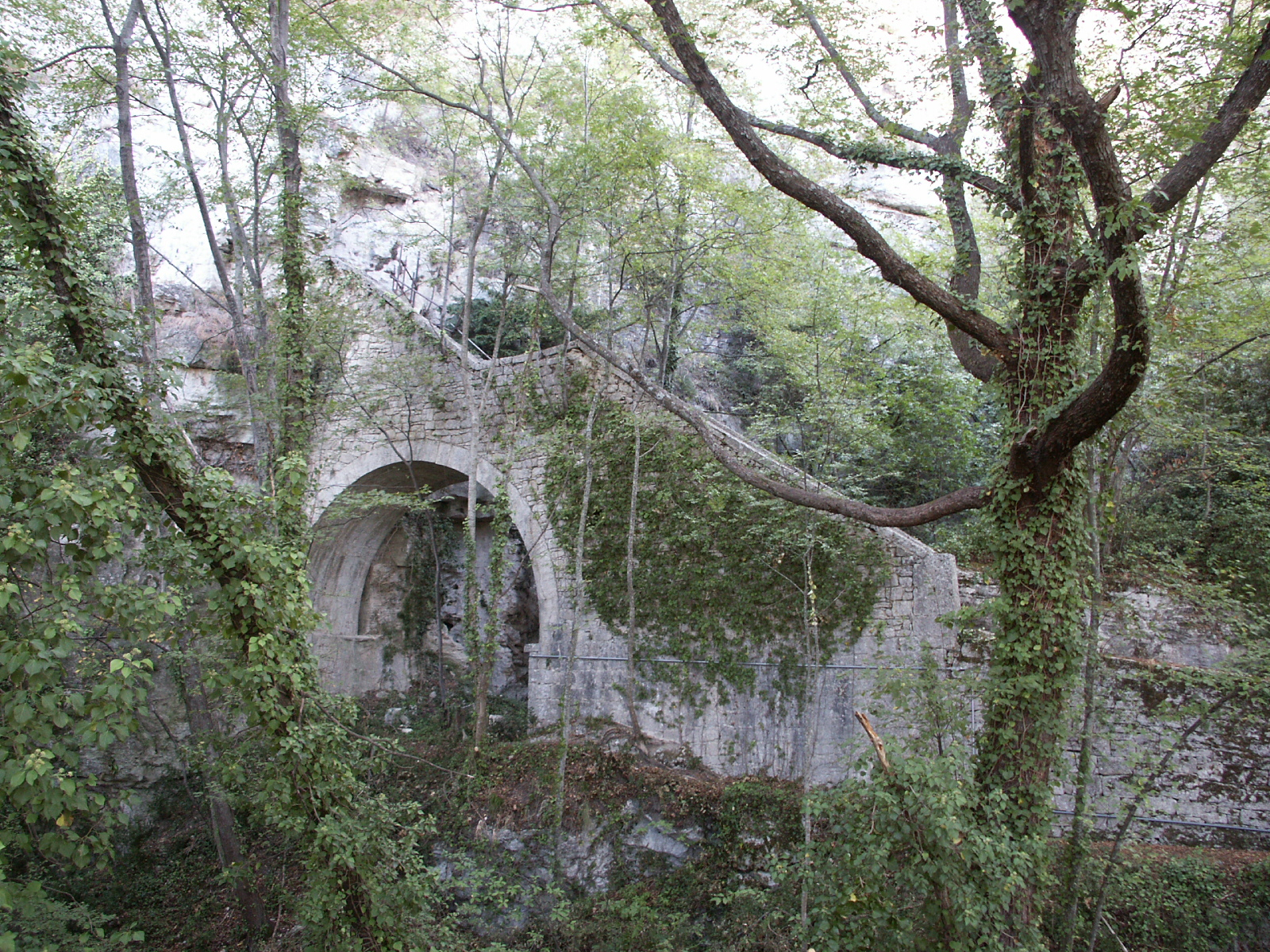
Scala in pietra
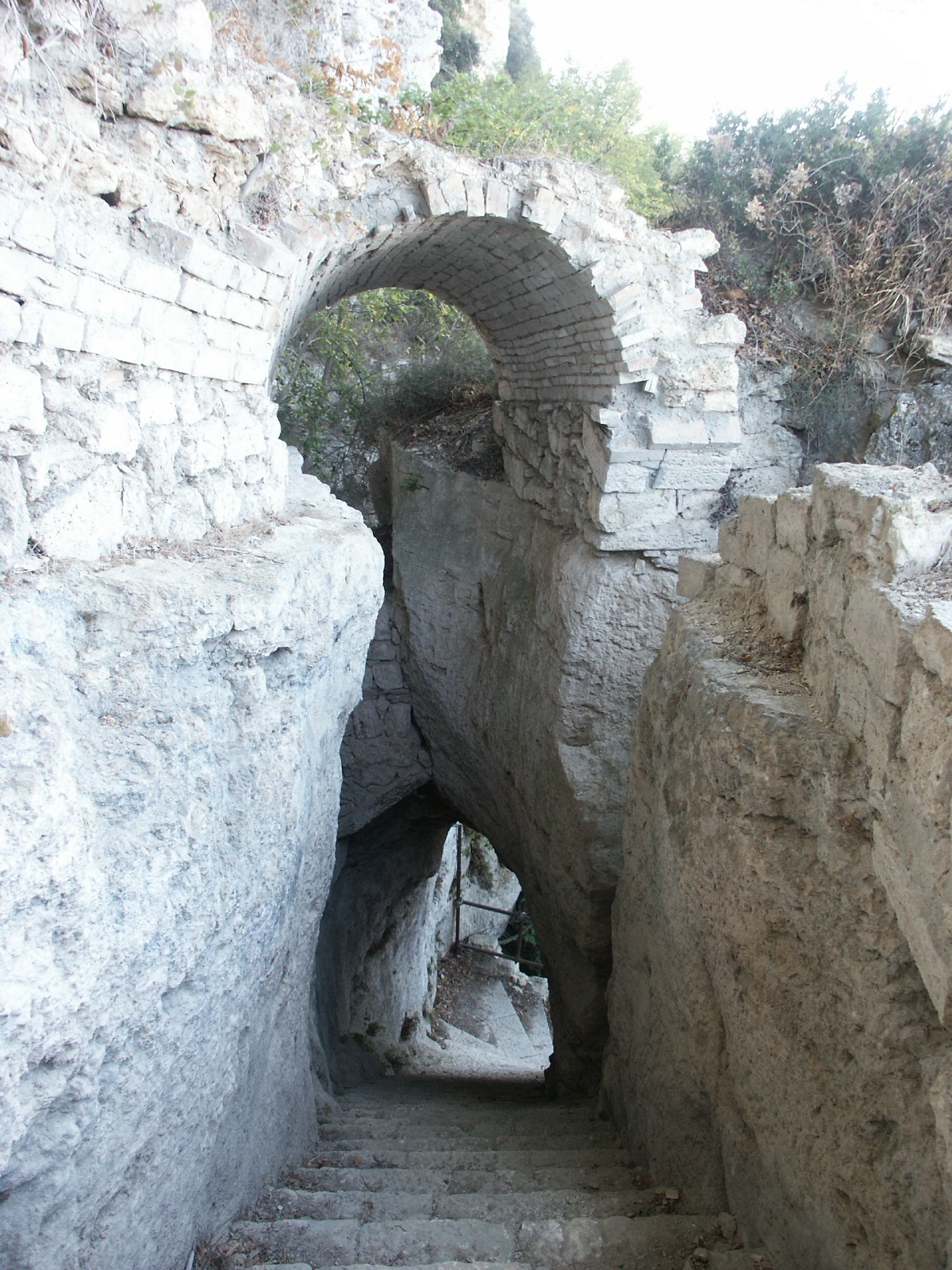
Ingresso all'eremo

## Architettura
L'eremo è stato costruito in blocchi di travertino, grossolanamente squadrati, legati tra loro da malta di calce, seguendo i canoni dell'arte romanica. I monaci racchiusero la cavità della grotta con l'elevazione della cortina muraria, realizzandola direttamente sulla rupe e appoggiandola sulla sporgenza della parete rocciosa.
Il suo fronte è costituito dall'accostamento di due corpi di fabbrica quali: il campanile, sulla sinistra, e la facciata scandita orizzontalmente da un doppio ordine di bifore. Le finestre, divise verticalmente da una colonnina centrale con capitello, si aprono in numero di 2 al piano superiore e 3 a quello inferiore. La terza finestra, di destra, del piano inferiore manca della colonnina ed è chiusa da una grata di ferro.
L'interno è ripartito in due cavità sovrapposte: nell'ambiente sottostante, un tempo affrescato, si nota la copertura a botte del soffitto che si raccorda con il sovrastante piano di calpestio; nello spazio della grotta superiore, invece, trovano la loro collocazione 3 monumenti funebri della famiglia ascolana dei Tibaldeschi di cui rimane uno stemma. I sepolcri sono ad arcosolio e risalgono al XV secolo.
All'eremo si accede mediante una possente scalinata in pietra che, come un ponte, attraversa il profondo burrone. L'opera, progettata dall'ingegnere Enrico Cesari, fu realizzata dall'Amministrazione comunale di Ascoli con i fondi provenienti dalle consistenze dell'Opera Pia Sgariglia, di cui il comune divenne proprietario.

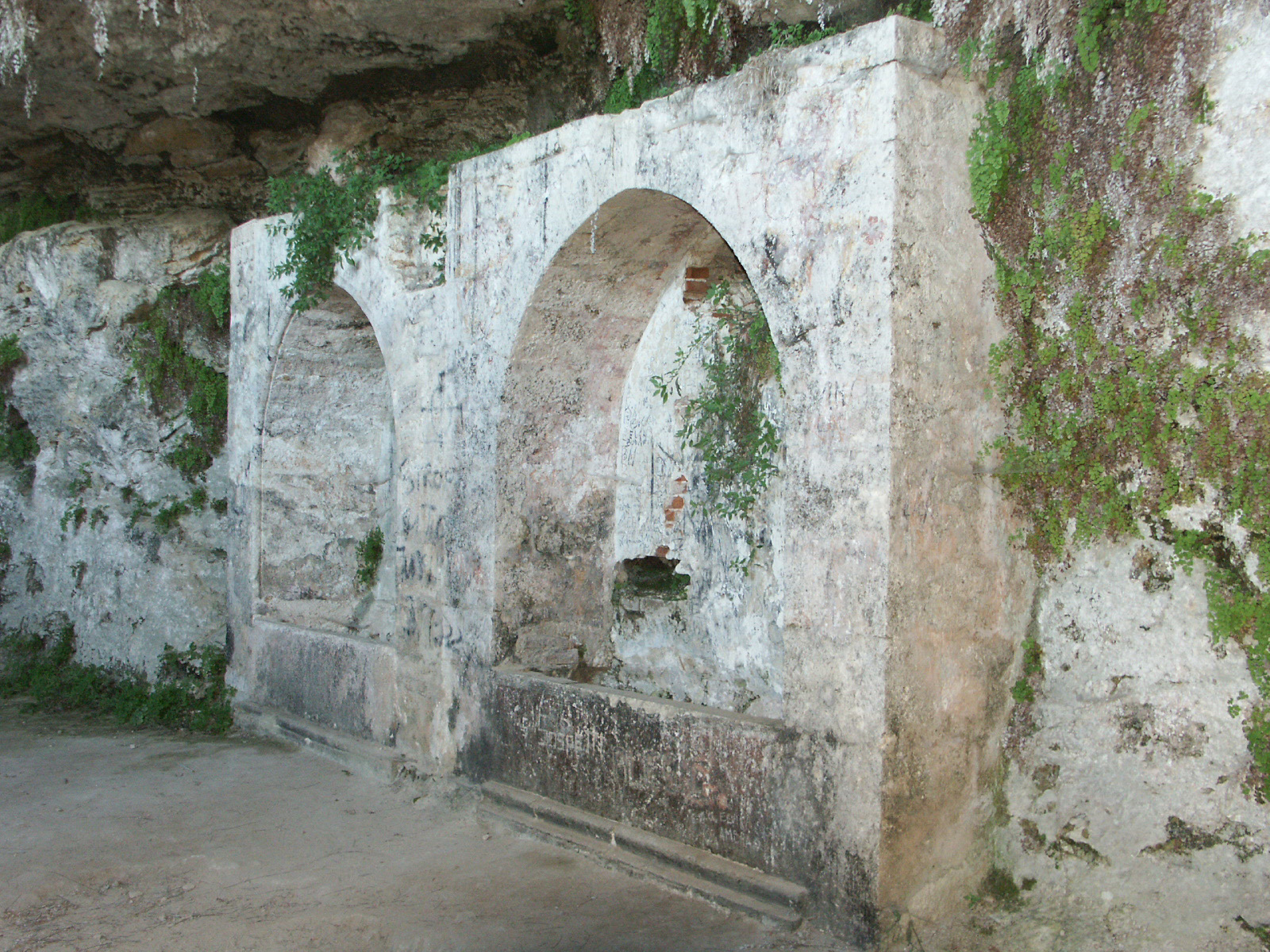
Tombe ad arcosolio della famiglia Tibaldeschi
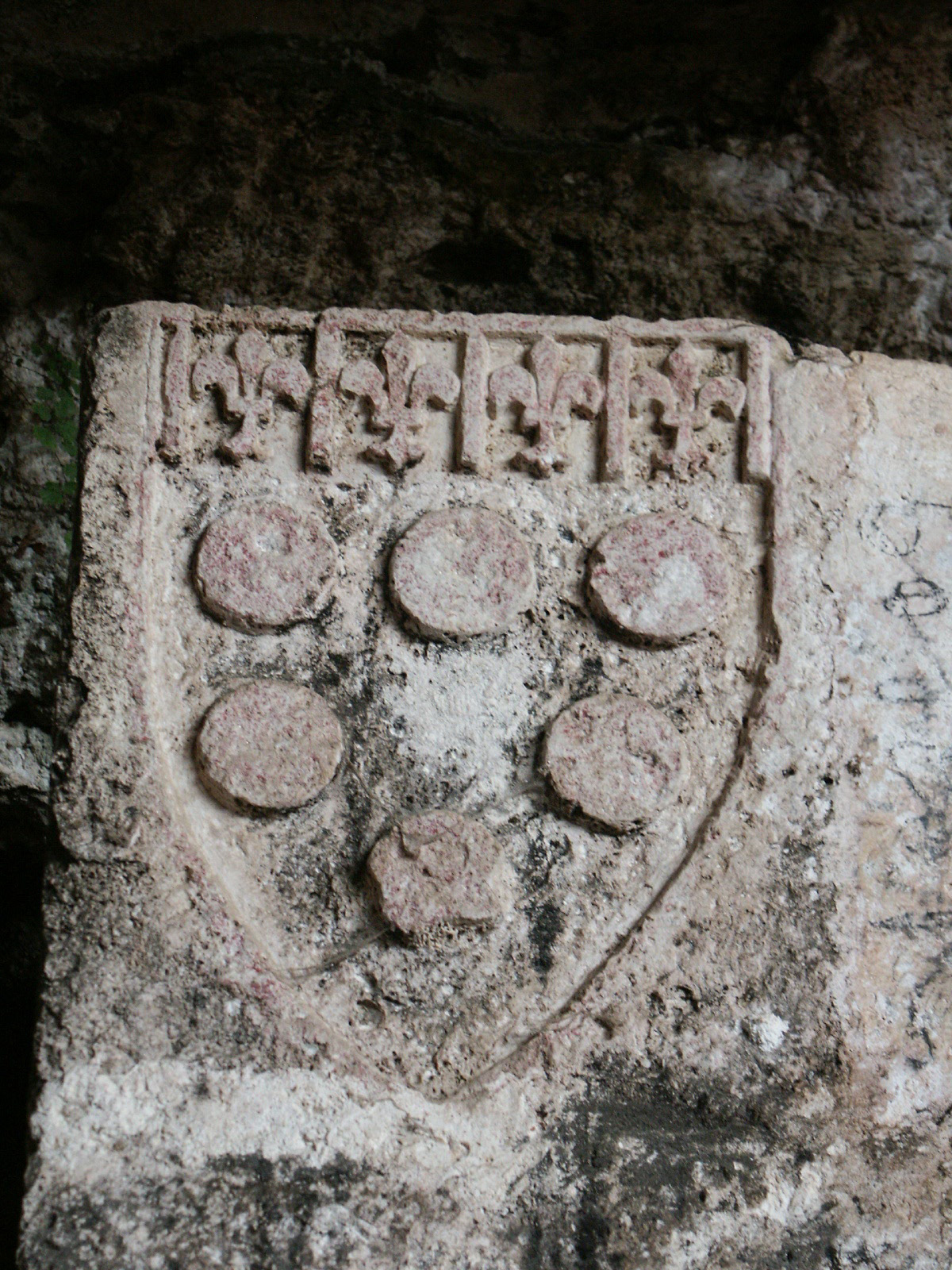
Stemma della famiglia Tibaldeschi
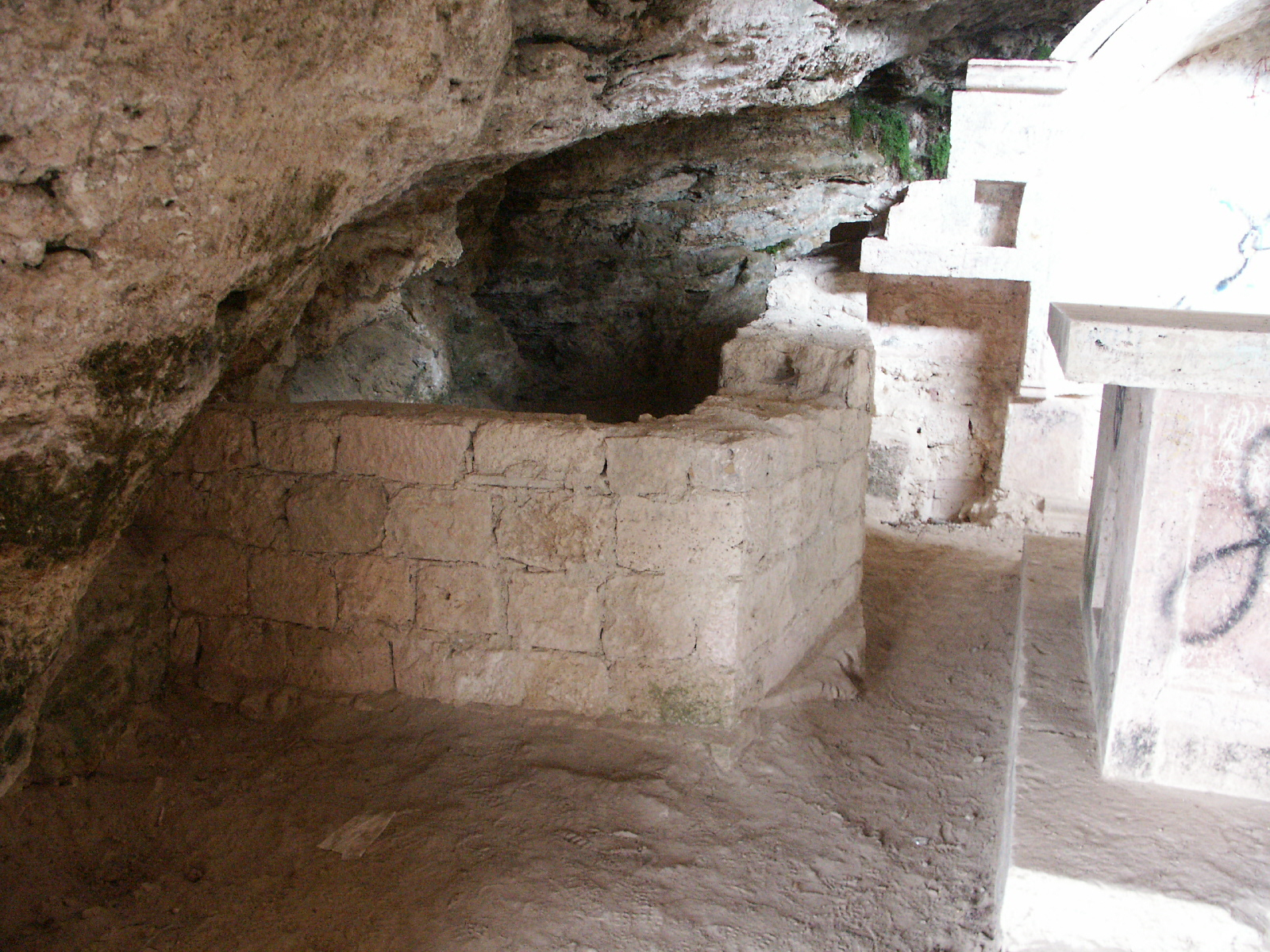
Interno
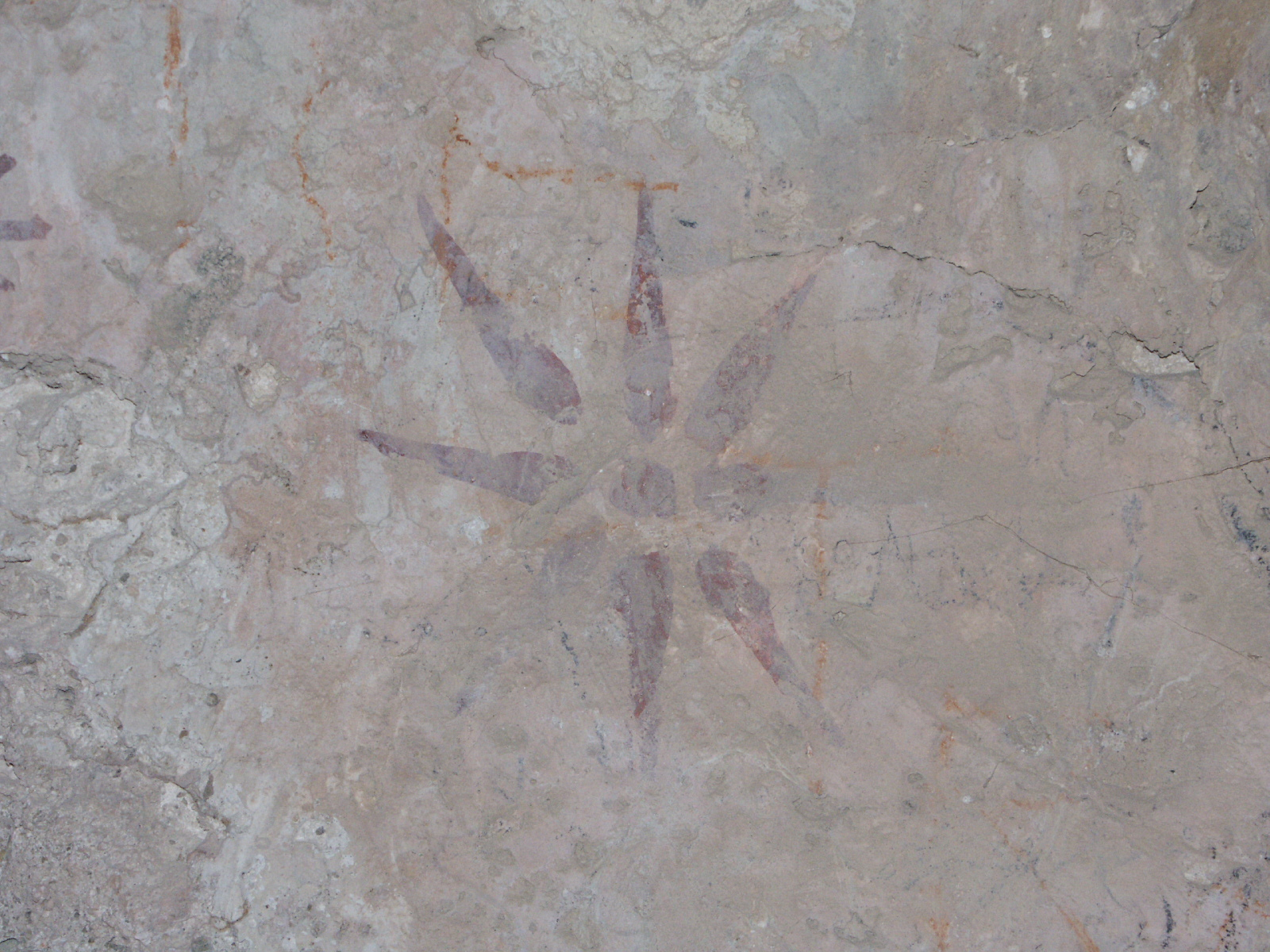
Tracce di affreschi
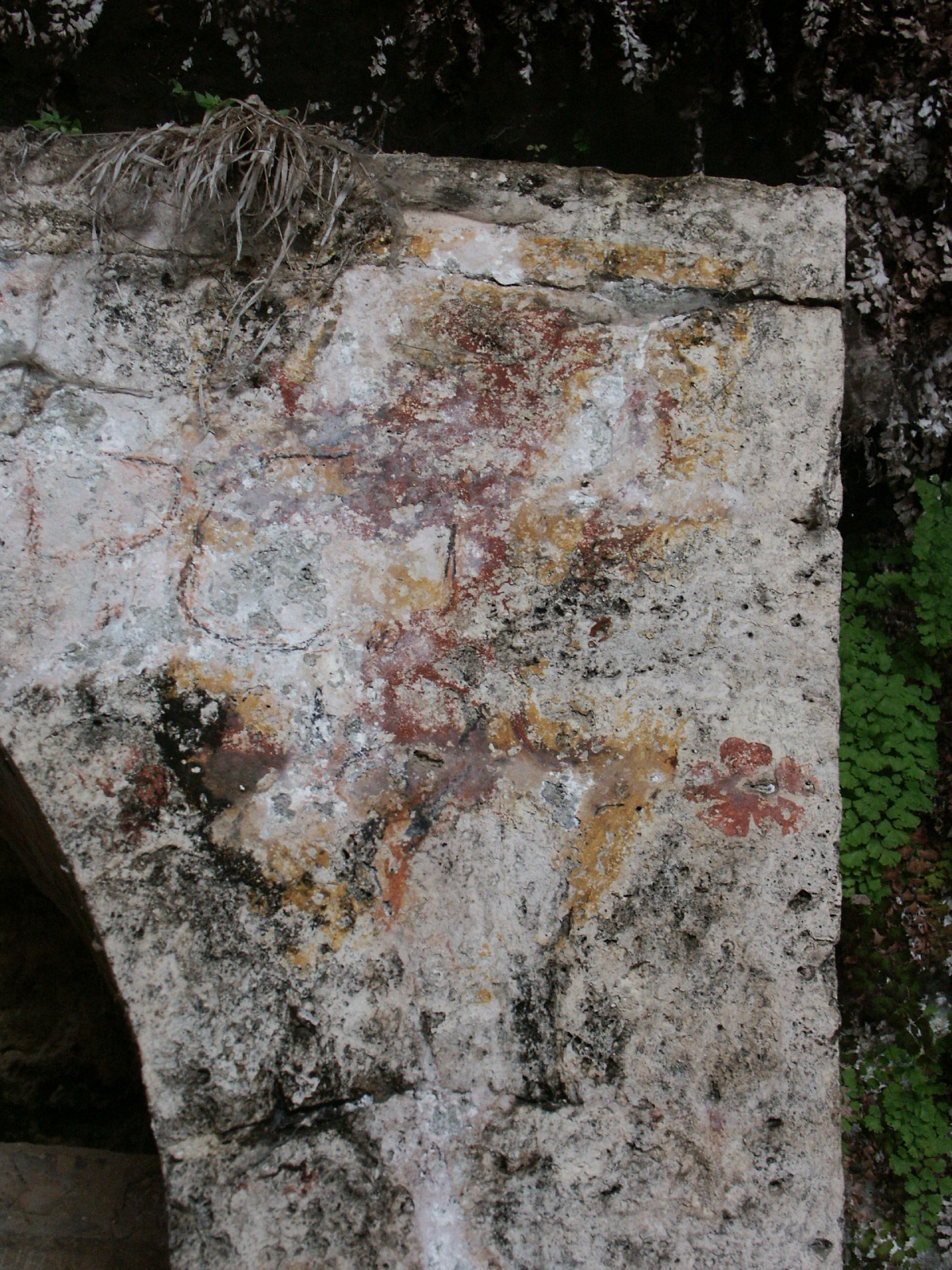
Tracce di pitture
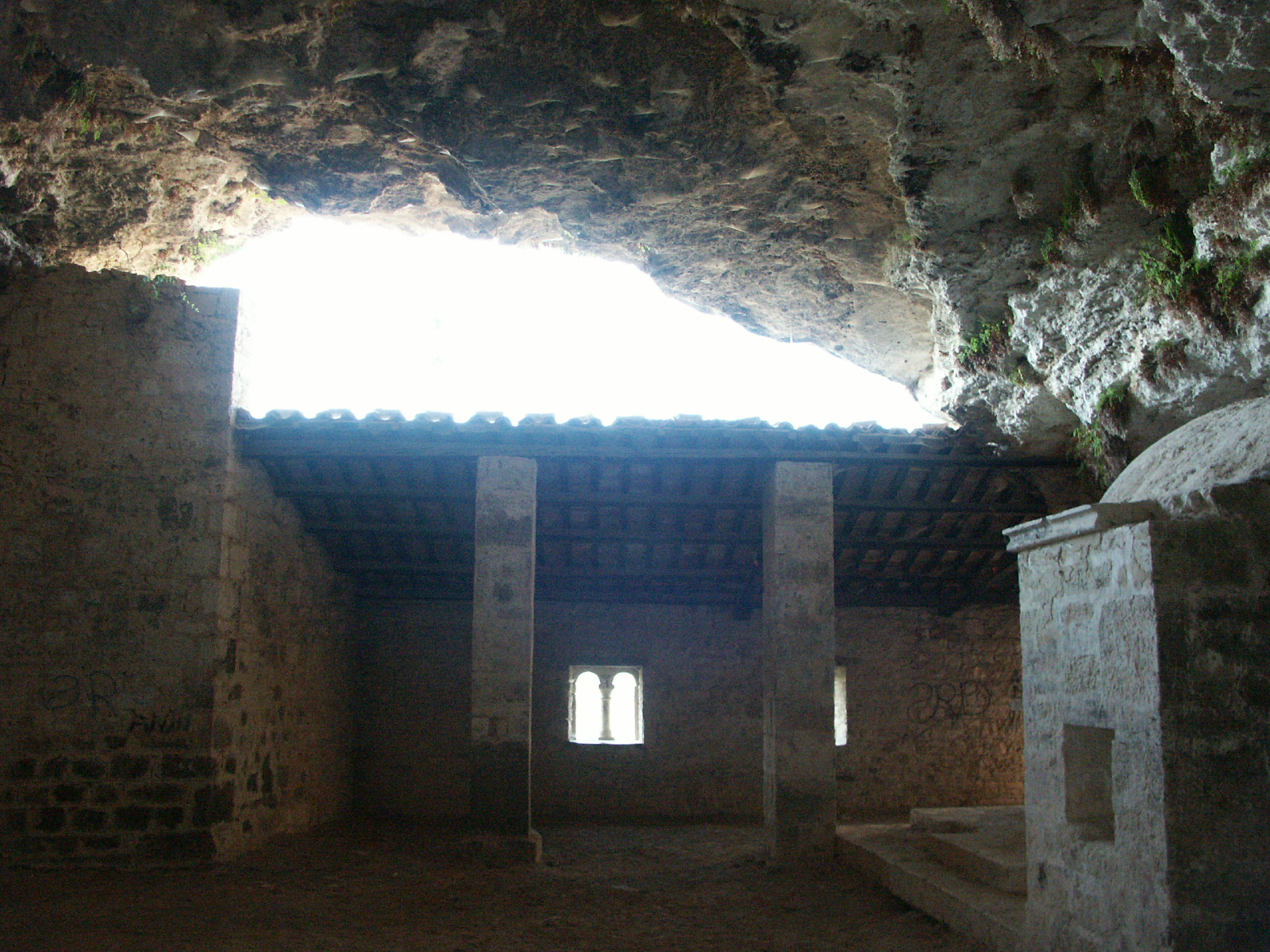
Interno del piano superiore

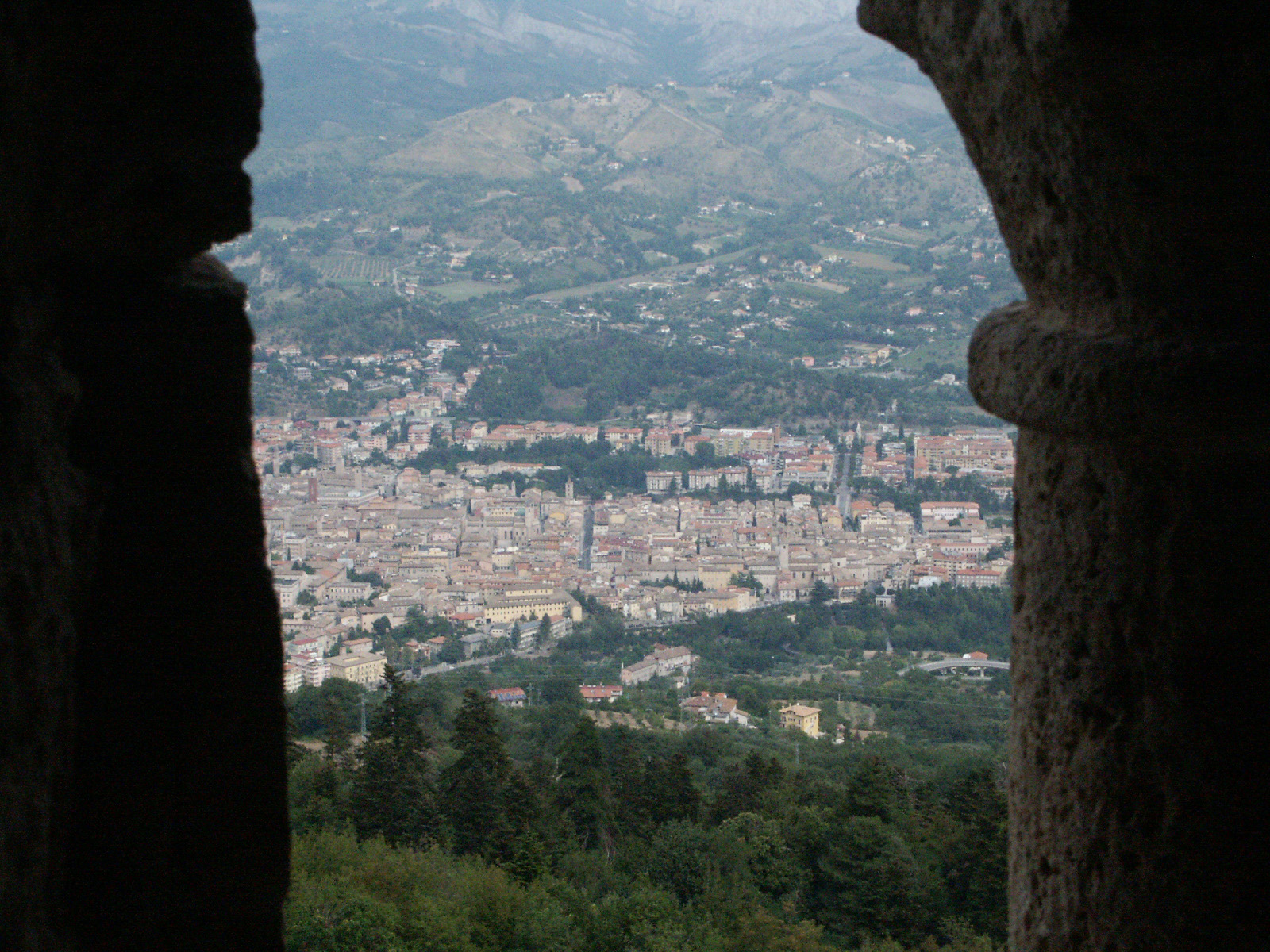
Panorama sulla città di Ascoli
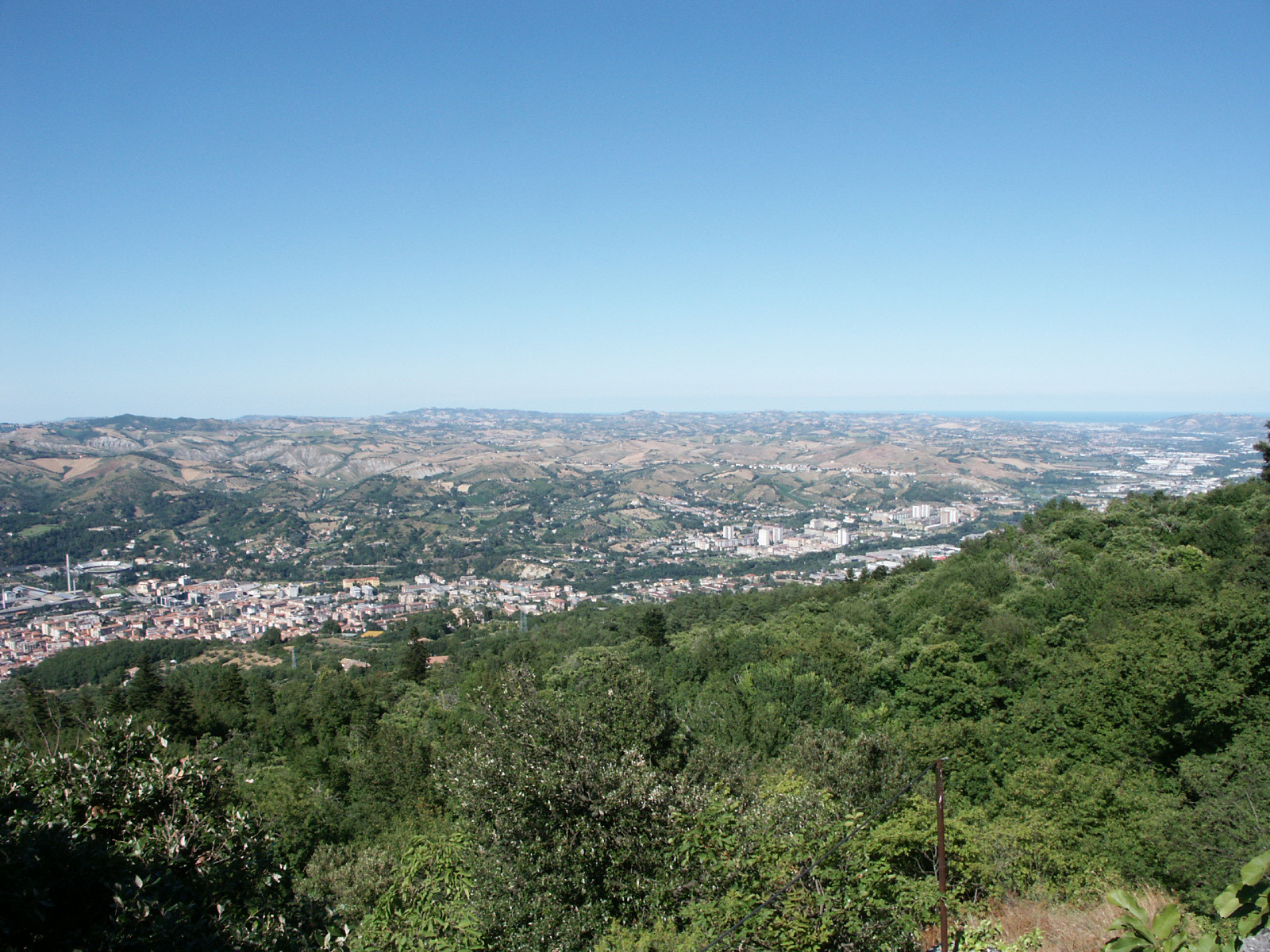
Panorama sulla Valle del Tronto
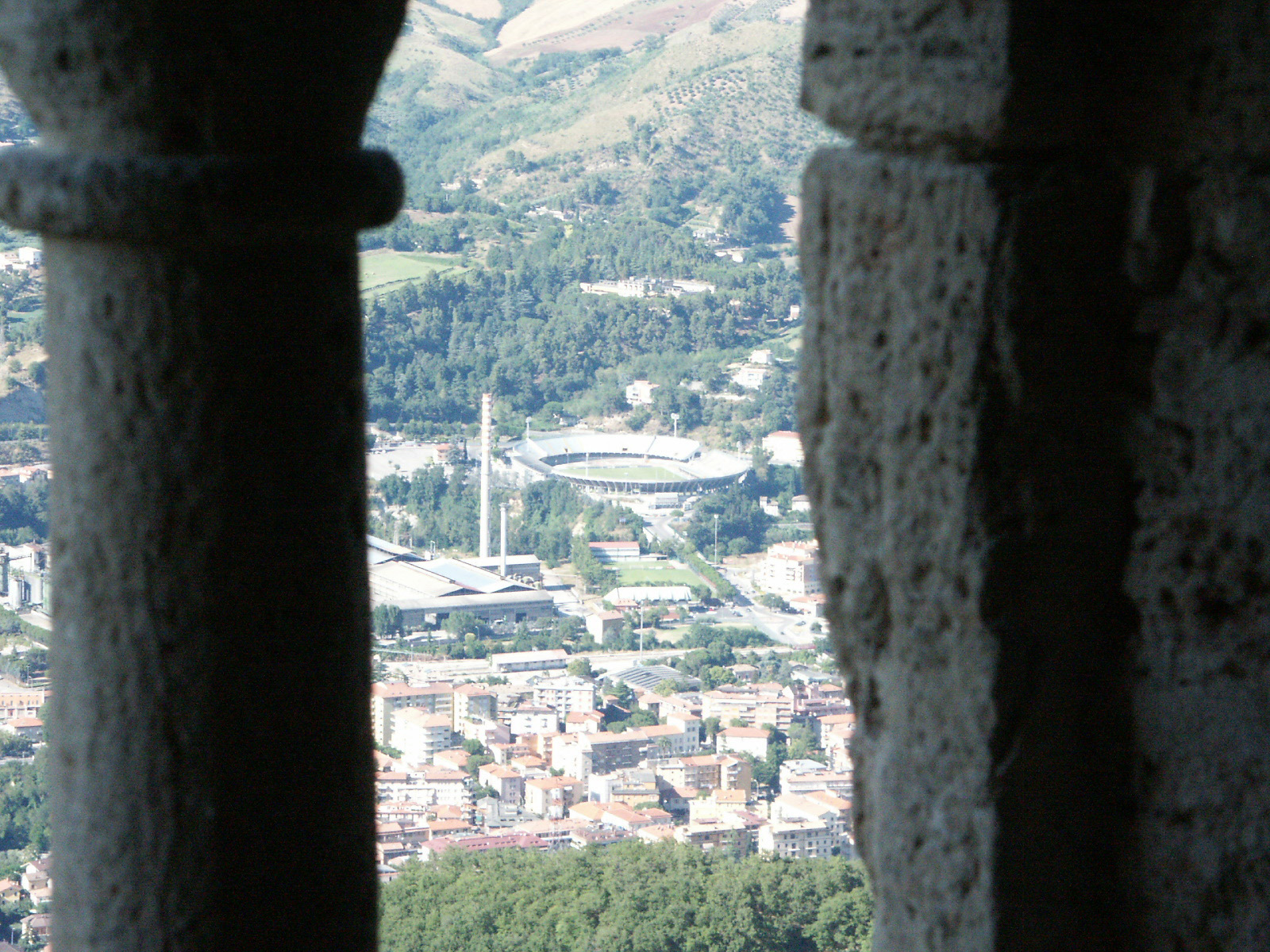
Panorama sullo Stadio Cino e Lillo Del Duca
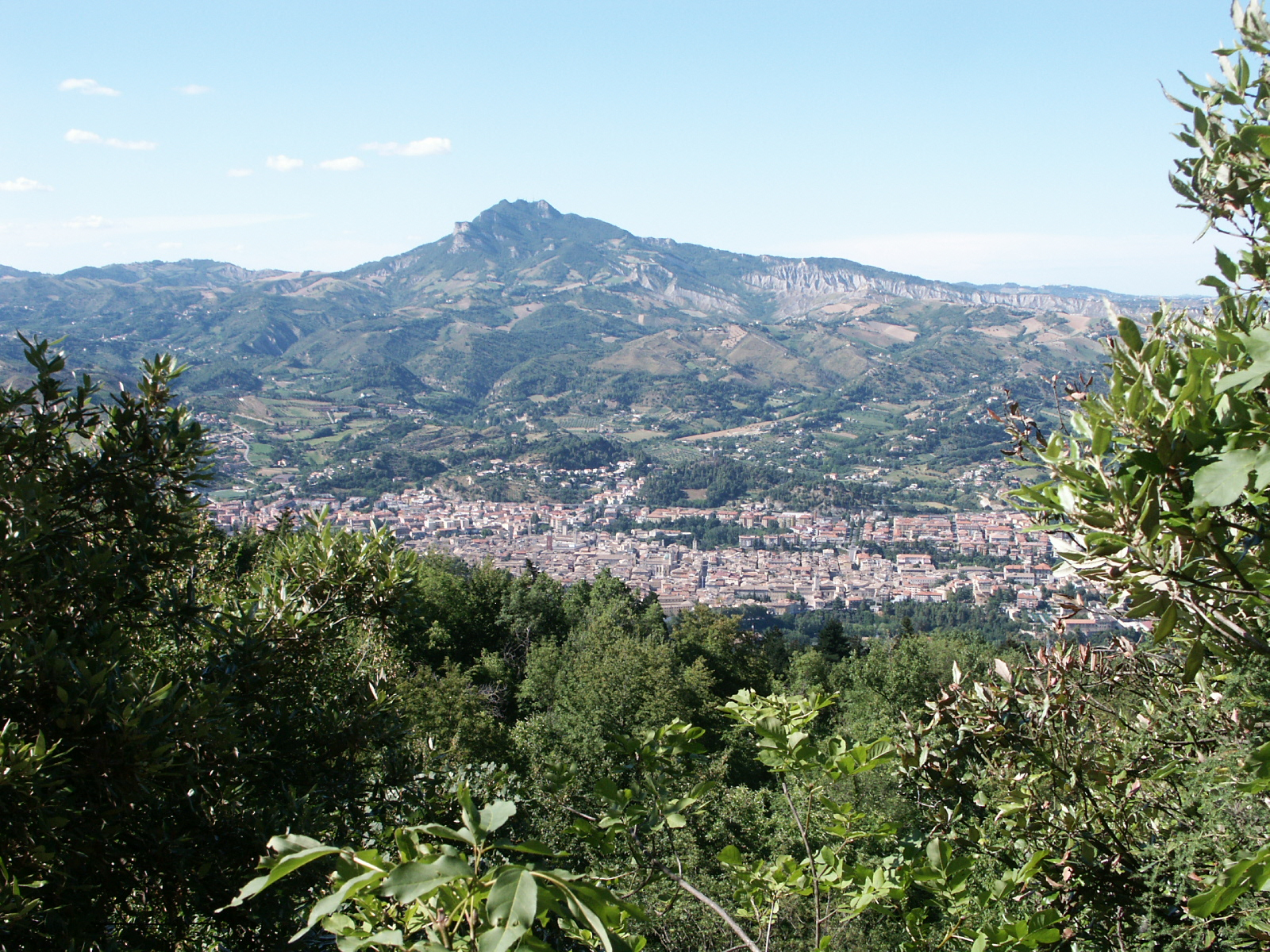
Monte Ascensione